# Clavipalpa ferruginea
Clavipalpa ferruginea là một loài bướm đêm trong họ Noctuidae.